# Episodi di Trinkets
La prima stagione della serie televisiva Trinkets è stata interamente pubblicata su Netflix il 14 giugno 2019.
| nº | Titolo originale      | Titolo italiano          | Pubblicazione originale | Pubblicazione Italia |
| -- | --------------------- | ------------------------ | ----------------------- | -------------------- |
| 1  | Mirror Faces          | Volti allo specchio      | 14 giugno 2019          | 14 giugno 2019       |
| 2  | Paper tigers          | Il Paper Tiger           | 14 giugno 2019          | 14 giugno 2019       |
| 3  | P*ssy Palace          | Tra ragazze              | 14 giugno 2019          | 14 giugno 2019       |
| 4  | Happy F**ing Birthday | Buon compleanno di m***a | 14 giugno 2019          | 14 giugno 2019       |
| 5  | Big Mistake           | Bello sbaglio            | 14 giugno 2019          | 14 giugno 2019       |
| 6  | Rearview Mirror       | Specchio retrovisore     | 14 giugno 2019          | 14 giugno 2019       |
| 7  | Truth Serum           | Il siero della verità    | 14 giugno 2019          | 14 giugno 2019       |
| 8  | Monday I'm in Love    | Il lunedì m'innamoro     | 14 giugno 2019          | 14 giugno 2019       |
| 9  | Night Market          | Il mercatino notturno    | 14 giugno 2019          | 14 giugno 2019       |
| 10 | The Great Escape      | La grande fuga           | 14 giugno 2019          | 14 giugno 2019       |